# Danni somatici deterministici
I danni somatici deterministici, detti anche danni non stocastici consistono in una degenerazione dei tessuti di un organismo vivente a causa di una sovraesposizione a radiazioni ionizzanti. 
La causa scatenante è un'irradiazione forte e concentrata nel tempo come quella causata da un incidente nucleare o da un'irradiazione di tipo terapeutico molto elevata.
Le principali caratteristiche dei danni deterministici sono:
- Effetti a soglia: si manifestano solo se è superato un certo valore di dose in un dato intervallo di tempo; La soglia di dose è caratteristica per ogni tipo di effetto, la soglia di dose non è comune per tutti gli individui ma è diversa da persona a persona (es. un po' come il tempo che impieghiamo per scottarci al sole) e non esistono soggetti che non risentono prima o poi degli effetti.
- Effetti deterministici: colpiscono tutti coloro che sono irradiati con dosi superiori alla dose soglia, ovvero superiori alla soglia di sopravvivenza delle cellule nei tessuti interessati.
- Sono precoci: in genere insorgono entro poche ore, giorni o settimane dopo l'irradiazione.
- Sono graduati: perché sono dose dipendenti, infatti la precocità e la gravità sono direttamente proporzionali alla dose.